# Гурду-Лесер GLb
Гурду Лесер GLb (фр. Gourdou-Leseurre GLb или GL.2) је француски једноседи ловац, једномоторни висококрилац који се производио 20-их година 20. века у француској фирми Гурду Лесер и у Краљевини Југославији (Фабрика аероплана и хидроавиона Змај).

## Пројектовање и развој
Авион Гурду Лесер GLb је основни тип авиона GLb који је настао унапређењем верзије авиона GLa. Разлика између ових авиона је у појачаном крилу и измењеном репу авиона док је мотор и наоружанје остало исто. Укупно је направљено седам типова ових авиона:
- B/GL.2 - првобитна верзија (направљено 20 примерака + 26 на основу лиценце у Југославији),
- B2/GL.21 - верзија са измењеним крилом (направљен 21 примерак),
- B3/GL.22 - нова крила, реп и стајни трап (направљен 71 примерак),
- B4/GL.23 - тест верзија (направљено 9 примерака)
- GL.23TS - летећа амбуланта (направљен 1 примерак)
- B5/GL.22ET - ненаоружана верзија (направљен 1 примерак),
- GL.24 - тест верзија (направљен 1 примерак),
- GL.24X - тест авион за испитивање ефекта преоптерећења (направљен 1 примерак),
- B6 - акробатска верзија са мотором Хиспано Суиза 9Kd (направљен 1 примерак).
- B7 - акробатска верзија са мотором Лорен 9Na (направљено 2 примерка).

### Технички опис
Авион је једнокрилац са по две косе упорнице са сваке стране, стајни трап је фиксан конвенционалног типа са осовином, амортизација је помоћу гуменог ужета, конструкција трупа је од челичних цеви спојених закивцима, а крила мешовита дрво и дуралуминијум. Крила и труп су пресвучени платном а предњи део трупа у коме је смештен мотор је обложен лимом.

## Оперативно коришћење
Авион Гурду Лесер GLb је поред коришћења у Француској још коришћен у Чехословачкој, Естонији, Финској, Летонији и Југославији. Пошто је врло брзо застарео за основну намену (ловачку), авион се најчешће користио у пилотским школама за прелазну ловачку обуку.
Авион GL b3 су служили у пилотским школама војног ваздухопловства Караљевине СХС/Југославије од 1929. до 1937. године за обуку пилота ловаца. До увођења домаћег авиона Рогожарски ПВТ за ту намену, то је био практично једини авион за прелазну ловачку обуку. У пилотској ловачкој школи у Земуну и после 1937. године било је ових авиона који су дочекали ту почетак рата 1941. године. Они су углавном служили за тренажу резервних официра пилота настањених у Београду и околини.

## Особине авиона Гурду Лесер GLb

### Опште карактеристике
- Мотор - 1 x 132 kW Хиспано Суиза 8Ab,
- Елиса - двокрака,
- Размах крила - 9,40 ,
- Површина крила - 18,80 m²,
- Дужина авиона - 6,55 m,
- Висина авиона - 2,50 m,
- Маса празног авиона - 570 kg,
- Маса пуног авиона - 850 kg,
- Посада - 1 члан,
- Стајни трап - Фиксан са осовином,
- Наоружање - 2 синхронизована митраљеза 7,7 mm смештена у трупу

### Перформансе
- Максимална брзина - 245 km/h,
- Путна брзина - 215 km/h,
- Брзина пењања - 286 m/min
- Највећи долет - 320 km,
- Плафон лета - 7.500 m.

## Земље које су користиле овај авион
| - Француска - Чехословачка - Естонија - Финска - Летонија - Краљевина Југославија |